# Nicolás Valle Morea
Nicolás Valle Morea (Acehúche, Cáceres, 25 de enero de 1964) es un periodista y corresponsal de guerra español.

## Biografía
Nació en Acehúche (Cáceres) en 1964. Se licenció en Periodismo en la Facultad de Ciencias de la Información de la Universidad Autónoma de Barcelona (1987) y obtuvo ese mismo año el título oficial de realizador de dramáticos en el Instituto Oficial de Radio Televisión, dependiente del ente autónomo RTVE. Ha impartido clases en la Universidad Pompeu Fabra y en la actualidad es profesor de Periodismo Internacional en la Universitat Internacional de Catalunya. Dirigió la primera revista en formato videotex de España, un encargo de la Consejería de Educación de la Generalidad de Cataluña. En 1989 accedió a la sección de Internacional del diario en lengua catalana AVUI y en 1990 se incorporó a la misma sección en los servicios informativos de TV3, Televisió de Catalunya. Ha cubierto diversos conflictos bélicos y múltiples acontecimientos de la escena internacional de las últimas tres décadas. Fue el fundador de la revista Belsana sobre dialectología extremeña, escrito en extremeño (también conocido como altoextremeño). Es miembro de honor de la Asociación Cultural "Patrimonio Lingüístico Extremeño

## Conflictos
- Guerra de Bosnia-Herzegovina
- Conflicto civil de Argelia (1995)
- Guerra de Kosovo (1998)
- Conflicto del Sáhara Occidental (1989-2002)
- Guerra de Afganistán (2001-2002)
- Ataque israelí al Líbano (2006)
- Guerra de Georgia (2008)
- Revuelta popular en Túnez (2011)
- Guerra civil de Libia (2011)
- Revuelta popular de Taksim en Estambul
- Anexión de Crimea por parte de Rusia (2014)
- Rebelión separatista en el este de Ucrania.

## Libros
- "Secrets de guerra" (2012), que narra su experiencia como corresponsal de guerra.
- "Ubuntu, Estimada terra africana" (2008), que narra vivencias de sus viajes por todo el continente africano
- Coautor de "El món en un minut i mig" (2000)
- Coautor de "Llengües ignorades", sobre lenguas y dialectos de la península ibérica.